# Kortney Kane
Kortney Kane (née le 31 juillet 1986 en Caroline du Sud) est une actrice américaine de films pornographiques.

## Biographie
Kortney est la Penthouse Pet d'octobre 2013.

## Filmographie sélective
- 2010 : 2 Chicks Same Time 10594
- 2010 : Big Tits Boss 13
- 2010 : Caught in Sex Cage Match
- 2010 : Chesty Cheerleaders Cheat On The Champs
- 2010 : First Time for Everything With Kortney Kane
- 2010 : Fucked Hard 18: Kortney Kane
- 2010 : Ho Ho Ho
- 2010 : Paste My Face 17
- 2010 : Southern Bell Gets Filled
- 2010 : Tanning Their Tits
- 2010 : Yes Please
- 2011 : Innocent Until Proven Filthy 8
- 2011 : Kortney's Slender Feet
- 2011 : Molly's Life 11
- 2011 : Plug My Butt
- 2011 : Raw 7
- 2011 : Real Wife Stories 9
- 2012 : Brazzers Live 25: Hosted By Sal Governale
- 2012 : Brazzers Live Special: Backstage Pass
- 2012 : Cheerlickers
- 2012 : Cookies and Cream
- 2012 : Craving 2
- 2012 : Kortney Kane Live
- 2012 : Kortney Kane Solo
- 2012 : Made in USA 1
- 2012 : One Night in the Valley 3: Trust Issues
- 2012 : One Night in the Valley 4: Broken Things
- 2012 : Perfect Fucking Strangers: Kortney Kane
- 2012 : Share the Load 5
- 2012 : Titties n Lace
- 2012 : We Live Together 22
- 2013 : Asa Akira's Massage Fantasies 5
- 2013 : Big Tits in Uniform 10
- 2013 : Creamy Sex
- 2013 : Girl Pals Go At It
- 2013 : Kortney Likes to Take Instruction.
- 2013 : Kortney Kane Solo
- 2013 : Kortney Kills 2
- 2013 : My First Sex Teacher 15731
- 2013 : My Friend's Masseuse
- 2013 : Pornstars Like It Big 18
- 2013 : Pussy Central
- 2014 : Bad Teachers
- 2014 : Big Tits in Sports 14
- 2014 : Kortney's College Sex Tape
- 2014 : Sexual Appetite
- 2014 : Kortney Kane
- 2014 : Me and My Girlfriend 7
- 2014 : Pornstars Like It Big 19
- 2014 : Pornstars Like It Big 20
- 2015 : Big Tits in Sports 16
- 2015 : Girls Massaging Girls 3
- 2015 : Naughty Bookworms
- 2015 : Naughty Office 38
- 2015 : Neighbor Affair 27
- 2016 : Big Mouthfuls 34
- 2016 : Doctor's Pusscriptions 2
- 2016 : Mirror Mirror (II)
- 2016 : My Wicked Tongue
- 2016 : This Spa Has Secrets
- 2017 : I Do Thee Fuck
- 2017 : JeshByJesh: Kortney Kane 2
- 2017 : Kortney Kane - Impressions
- 2017 : Pleasuring Her Pussy

## Distinctions
Récompenses
- 2012 : Juliland Award : Rookie of the Year

Nominations
- 2012 : AVN Award : Best Body
- 2012 : NightMoves Award : Best Overall Body
- 2012 : XBIZ Award : New Starlet of the Year
- 2013 : AVN Award : Unsung Starlet of the Year
- 2013 : AVN Award : Best Porn Star Website - KortneyKane.com
- 2013 : XBIZ Award : Best Scene - Vignette Release - Tonight’s Girlfriend 7 avec Alec Knight
- 2013 : XBIZ Award : Performer Site of the Year - KortneyKane.com
- 2013 : XRCO Award : Unsung Siren
- 2015 : XBIZ Award : Best Scene - Vignette Release, Pornstars Like It Big 18